# Émile et Noël Pouderoux
Pour les articles homonymes, voir Pouderoux.
Émile et Noël Pouderoux sont d'anciens pilotes automobiles français de rallyes, ayant exercé en famille le métier de garagistes et de concessionnaires pour la marque Citroën au Puy-en-Velay, avant et après-guerre.

## Biographies
Leur commerce fut initié par Noël Pouderoux (le grand-père) et Antoine Dumas durant les années 1920, pour remplacer un premier négoce local de cycles Peugeot datant du tout début du XXe siècle.
Ils conduisirent, sauf exceptions notées, presque exclusivement sur des modèles Citroën Traction Avant.
En 1970, Noël termina encore 14e au classement général du rallye Monte-Carlo, sur Citroën DS 21.

## Palmarès

### Avant-guerre (Émile)
- 2e du Critérium Paris-Nice en 1937 (sur Delahaye 135)[3];
- 3e du Critérium Paris-Nice en 1935 (avec madame)[4],[5];

### Après-guerre (Noël)
- Rallye du Mont-Blanc: vainqueur de Catégorie 3 en 1949[6];
- Rallye du Mont-Blanc: 1951 (copilote Quincieux);
- Rallye du Mont-Blanc: 1952 (copilote Quincieux);
- Rallye Lyon-Charbonnières: 1952 (copilote Quincieux);
  - 3e du Rallye Soleil Cannes: 1950[7].